# 马凯 (大西洋比利牛斯省)
马凯（法語：Macaye，法語發音：[makaj]）是法国大西洋比利牛斯省的一个市镇，属于巴约讷区。

## 地理
马凯（43°19'48"N, 1°19'39"W）面积19.75 平方千米，位于法国新阿基坦大区大西洋比利牛斯省，该省份为法国东南部省份，涵盖了贝阿恩与北巴斯克，西临大西洋比斯開灣，北至朗德省，东北接热尔省，东临上比利牛斯省，南与西班牙接壤。
与马凯接壤的市镇（或旧市镇、城区）包括：比达赖、康博莱班、阿斯帕伦、卢奥索阿、芒迪永德、奥塞斯、埃莱特、伊里萨里。
马凯的时区为UTC+01:00、UTC+02:00（夏令时）。

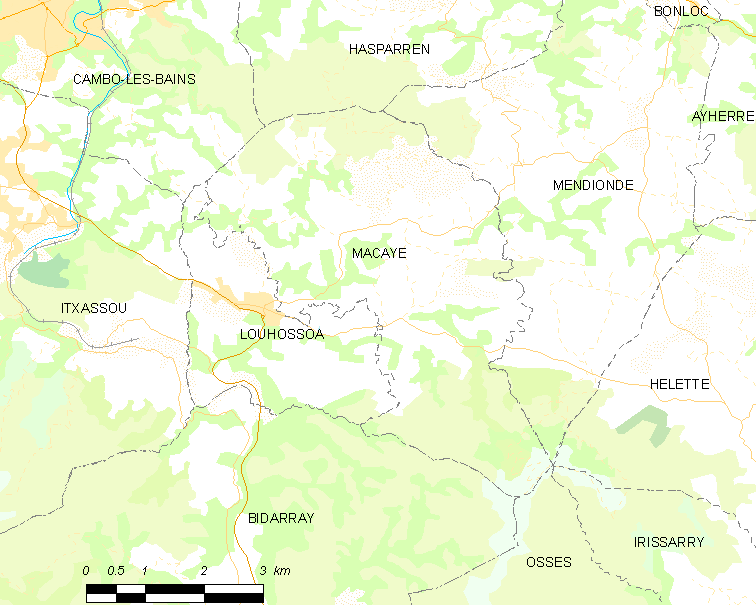
马凯的OSM定位图

## 行政
马凯的邮政编码为64240，INSEE市镇编码为64364。

## 政治
马凯所属的省级选区为巴伊古拉-蒙达兰县。

## 人口

1962-2008年间马凯人口变化图示

马凯于2022年1月1日时的人口数量为594人。